# 雅各布·朔普夫
雅各布·朔普夫（德語：Jacob Schopf，1999年6月8日—），德国男子皮划艇运动员。他曾代表德国参加2020年夏季奥林匹克运动会皮划艇比赛，获得男子双人皮艇1000米银牌。